# 21-ші (імператриці Індії) улани
21-ші (імператриці Індії) улани (англ. 21st (Empress of India's) Lancers) — кавалерійський полк Британської армії, сформований у 1858 році як полк легкої кінноти. У 1862 році переформований в гусарський, а у 1897 в уланський. Розформований у 1921 році, але у 1922 один ескадрон полку був відтворений та об'єднаний з 17-ми уланами у 17-ті/21-ші улани.

## Історія
Полк був створений в 1858 році у Бенгалії Британською Ост-Індською компанією як 3-й Бенгальський європейський легкий кавалерійський (англ. 3rd Bengal European Light Cavalry) для подавлення повстання сипаїв. Прямим наслідком повстання стало припинення правління компанії у Індії та передача її адміністративних функцій та збройних сил Британській короні. У 1862 році полк був формально передан до Британської армії і переформован в 21-й гусарський полк (англ. 21st Regiment of Hussars). У 1884 році загін полку брав участь в експедиції до Судану у складі Легкого верблюжого полку (англ. Light Camel Regiment). А у 1897 році був переформований у 21-ші улани (англ. 21st Lancers) і у 1898 брав участь у придушенні повстання махдістів в Судані. За відвагу, виявлену під час битви під Обдурманом, три військовослужбовці полку були нагороджені Хрестом Вікторії, а сам полк отримав почесну назву 21-ші (імператриці Індії) улани (англ. 21st (Empress of India's) Lancers), названий на честь королеви Вікторії, імператриці Індії.
Під час Першої світової війни полк лишався на території Індії, лише один ескадрон полку брав участь у бойових діях у Франції у 1916—1917 роках у складі 14-го корпусу.
У 1921 році під час скорочення збройних сил Великої Британії, полк було розформовано, але у 1922 один ескадрон полку був відтворений та об'єднаний з 17-ми (власними герцога Кембриджського) уланами у 17-ті/21-ші улани.

## Бойові почесті
- Хартум[3]
- Північно-Західний кордон Індії 1915'16[3]

## Хрести Вікторії
- Капітан Пол Кенна (англ. Captain Paul Kenna)[4][5][5]
- Лейтенант Реймонд де Монморенсі (англ. Lieutenant Raymond de Montmorency)[4][5]
- Рядовий Томас Берн (англ. Private Thomas Byrne)[4][5]
- Рядовий Чарльз Халл (англ. Private Charles Hull)[4][6]